# Juri A. Beljajew
Juri A. Beljajew (russisch Юрий А. Беляев, wissenschaftliche Transliteration Jurij A. Beljaev) ist ein sowjetischer Astronom und Entdecker von sieben Asteroiden. Er gehörte zu den Astronomen, die das Pulkowo-Observatorium nach Zweiten Weltkrieg wieder eröffneten.

## Entdeckungen
| Asteroid              | Asteroidentyp            | Entdeckungsdatum                                                | Provisorische Bezeichnung(en)  |
| --------------------- | ------------------------ | --------------------------------------------------------------- | ------------------------------ |
| (1993) Guacolda       | Innerer Asteroidengürtel | 25. Juli 1968 (mit Guri Antonowitsch Pljugin und H. Wroblewski) | 1968 OH1                       |
| (4228) Nemiro         | Innerer Asteroidengürtel | 25. Juli 1968 (mit Guri Antonowitsch Pljugin)                   | 1968 OC1; 1986 WB9             |
| (4590) Dimashchegolev | Innerer Asteroidengürtel | 25. Juli 1968 (mit Guri Antonowitsch Pljugin)                   | 1968 OG1; 1982 FV; 1989 AQ2    |
| (7450) Shilling       | Innerer Asteroidengürtel | 24. Juli 1968 (mit Guri Antonowitsch Pljugin)                   | 1968 OZ; 1993 GF               |
| (23401) Brodskaya     | Innerer Asteroidengürtel | 25. Juli 1968 (mit Guri Antonowitsch Pljugin)                   | 1968 OE1; 2000 GB106           |
| (32731) Annaivanovna  | Innerer Asteroidengürtel | 25. Juli 1968 (mit Guri Antonowitsch Pljugin)                   | 1968 OD1; 1988 VQ13; 2000 GD80 |
| (52225) Panchenko     | Innerer Asteroidengürtel | 25. Juli 1968 (mit Guri Antonowitsch Pljugin)                   | 1968 OF1; 2000 LW31            |